# Jovan Delić
Prof. dr Jovan Delić (Borkovići, Piva, Crna Gora, 4. listopada 1949.), književnik teoretičar i istraživač.

## Životopis
Osnovnu školu je završio u pivskim selima (Bojkovići, Goransko, Plužine i Milkovac), a gimnaziju u Nikšiću. Studirao je na Filološkom fakultetu Sveučilišta u Beogradu grupu "Opća književnost sa teorijom književnosti" (1967. – 1971.) gdje je diplomirao (1971.), magistrirao (1983.) i doktorirao (1996.). Objavljivao je na ruskom, ukrajinskom, njemačkom i francuskom jeziku. Od prosinca 1972. do lipnja 1998. radio je na Filozofskom fakultetu u Novom Sadu, a od 1998. predaje suvremenu srpsku književnost na Filološkom fakultetu u Beogradu. Od 1986. do 1991. radio je kao lektor na sveučilištu "Georg August" u Getingenu. Gostovao je na više njemačkih sveučilišta kao predavač. Dobitnik je više književnih nagrada.
Član je Matice srpske od 1985., stalni član suradnik od 1995., član Upravnog odbora od 1999., a za glavnog urednika "Zbornika Matice srpske za književnost i jezik" postavljen je 2000. godine.

## Važnija djela
Objavio je oko 450 bibliografskih jedinica i sljedeće knjige:
- "Kritičarevi paradoksi", Novi Sad, Matica srpska, 1980.
- "Srpski nadrealizam i roman", Beograd, Srpska književna zadruga, 1980.
- "Pjesnik 'patetike uma'" (o pjesništvu Pavla Popovića), Novi Sad, Dnevnik, 1983.
- "Tradicija i Vuk Stef. Karadžić", Beograd, BIGZ, 1990.
- "Hazarska prizma, tumačenje proze Milorada Pavića", Beograd, Prosveta, Dosije; Titograd, Oktoih; Gornji Milanovac, Dečje novine, 1991.
- "Književni pogledi Danila Kiša, ka poetici Kišove proze", Beograd, Prosveta, 1995.
- "Kroz prozu Danila Kiša, ka poetici Kišove proze II", Beograd, BIGZ, 1997.